# Hradčany (district de Brno-Campagne)
Pour les articles homonymes, voir Hradčany (homonymie).
Hradčany (en allemand : Radschans) est une commune du district de Brno-Campagne, dans la région de Moravie-du-Sud, en République tchèque. Sa population s'élevait à 683 habitants en 2020.

## Géographie
Hradčany se trouve à 3 km au sud-est du centre de Tišnov, à 20 km au nord-ouest de Brno et à 167 km à l'est-sud-est de Prague.
La commune est limitée par Tišnov au nord, par Drásov à l'est, par Čebín et Sentice au sud, et par Březina (Tišnov) à l'ouest.

## Histoire
La première mention écrite de la localité date de 1397.